# Joaquín Francisco Pacheco

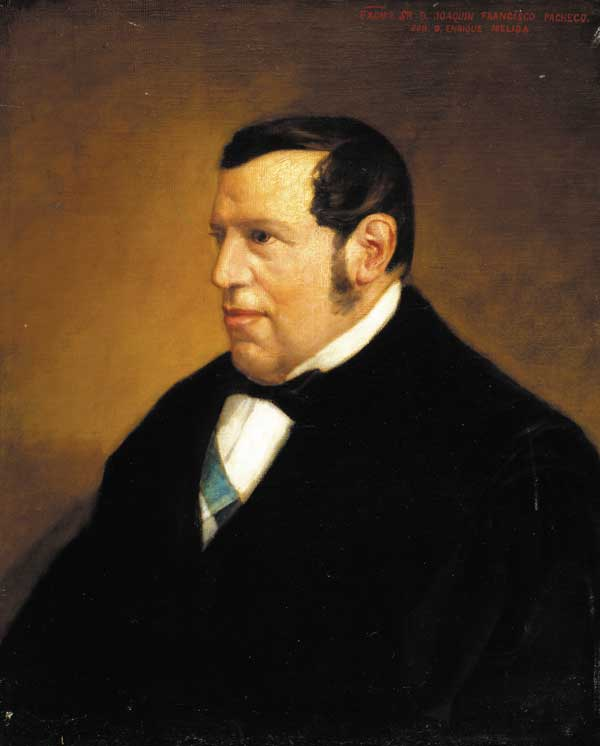
Joaquín Francisco Pacheco

Joaquín Francisco Pacheco y Gutiérrez Calderón (* 22. Februar 1808 in Écija; † 8. Oktober 1865 in Madrid) war ein spanischer Rechtswissenschaftler, Schriftsteller, Politiker und Regierungspräsident Spaniens (Presidente del Gobierno).

## Biografie

### Herrschaft von Isabella II. und Regierungspräsident
Pacheco Gutiérrez absolvierte ein Studium der Rechtswissenschaften an der Universität Sevilla. Im Anschluss daran war er als Rechtsanwalt tätig.
Als Vorsitzender einer moderaten katholisch-puritanischen Dissidentengruppe, die später eine bürgerliche Alternative zum Militarismus von Ramón María Narváez war und zwischen den Interessen der Partido Moderado und der Partido Progresista zu schlichten versuchte, wurde er am 22. September 1837 erstmals zum Abgeordneten des Parlaments (Congreso de los Diputados) gewählt, wo er mit Unterbrechungen in der Folgezeit bis März 1857 die Interessen der Wahlkreise Sevilla, Córdoba, Álava, Vizcaya, Teruel, Pontevedra und Baleares vertrat. Als Abgeordneter gehörte er zu den maßgeblichen Verfassern des Strafgesetzes (Código penal) von 1848. Zeitweise war er auch Gesandter in Rom und Paris.
Am 28. März 1847 wurde er als Nachfolger von Carlos Martínez de Irujo zum Regierungspräsidenten Spaniens (Presidente del Gobierno) ernannt. Dieses Amt übte er bis zum 31. August 1847 aus und wurde dann von Florencio García Goyena abgelöst. Während seiner Amtszeit übernahm er auch das Amt des Außenministers (Ministro de Estado).
Am 30. Juli 1854 wurde er dann zum Außenminister in die dritte Regierung von Baldomero Espartero berufen, der er bis zum 29. November 1854 angehörte. Zugleich war er für einige Tage in diesem Kabinett auch amtierender Minister für Gnadengesuche und Justiz (Ministro de Gracia y Justicia).
Für seine politische Verdienste wurde er dann am 14. Juli 1858 zum Senator auf Lebenszeit (Senador Vitalicio) ernannt. Zuletzt war er vom 1. März bis zum 16. September 1864 im Kabinett von Alejandro Mon Menéndez erneut Außenminister.

### Schriftsteller
Neben seiner politischen Tätigkeit war er zeitlebens als Schriftsteller tätig und Verfasser von Reiseerlebnissen, Gedichten ("Meditación", "A la amnistía"), Dramen, aber auch von rechtswissenschaftlichen Fachbüchern.
Sein romantisches Drama "Alfredo" (1835), dessen von Gewalt und Exzessen geprägte Handlung, der Liebe eines jungen Mannes zu seiner Stiefmutter, im Sevilla des Mittelalters spielt, fand wegen seiner keineswegs verhängnisvollen, schicksalhaften und launenhaft emotionalen Handlung große Beachtung und Anerkennung bei José de Espronceda und Juan Donoso Cortés. Das Drama endete wie "Don Álvaro" in einem Suizid und Stückes wies im Übrigen entfernte Ähnlichkeiten mit der 1631 erschienenen Komödie "El castigo sin venganza" (Die Strafe ohne Rache) von Lope de Vega auf.
Daneben war er Journalist bei den Tageszeitungen "El Artist" (Der Künstler) und "El Español" (Der Spanier) tätig. 1834 war Gründer und Herausgeber der Tageszeitung "El Abeja" (Die Biene). Des Weiteren war er 1836 Gründer der Fachzeitschriften "La Ley" (Das Gesetz) sowie "Boletín de Jurisprudencia y Legislación" (Bulletin der Rechtswissenschaft und der Gesetzgebung). Seine journalistischen Arbeiten erschienen als gesammeltes Werk unter dem Titel "Literatura, Historia y Política", 1864 (Literatur, Geschichte und Politik).
Weitere Werke waren:
- "Los infantes de Lara", 1836 (Historisches Drama)
- "Historia de la Regencia de María Cristina", 1841 (Geschichte der Regentschaft von Maria Christina von Sizilien)
- "Estudios de derecho penal", 1842–1843 (Studien des Strafrechts)
- "El código penal concordado y anotado", 1848 (Das abgestimmte und protokollierte Strafgesetz)
- "Comentarios a las leyes de desvinculación", 1849
- "Italia", 1857 (Erlebnisse einer Italienreise)

## = Weblinks
=
- Biografie auf der Webpräsenz der Spanischen Regierungspräsidenten (Memento vom 3. Februar 2008 im Internet Archive) auf la-moncloa.es (spanisch)
- Die Kabinette während der Amtszeit von Isabella II. (1843–1856 - Década Moderada)
- Die Kabinette während der Amtszeit von Isabella II. (1856–1868 - La Unión Liberal)
- Die Regierungen des Königreichs Spanien von 1833 bis 1868 (Memento vom 24. Februar 2012 im Internet Archive)
- Biografie (spanisch)